# Nature Index
Nature Index («Нейче індекс») — база даних, яка відстежує установи та країни за їхньою науковою продуктивністю. Вона була створена у 2016 році та налічує понад 10 000 установ. Щороку Nature Index ранжує провідні установи (компанії, університети, державні агентства, науково-дослідні інститути чи НУО) та країни за кількістю наукових статтей та публікацій, опублікованих у провідних журналах. Рейтинг також можна категоризувати за окремими галузями досліджень, такими як науки про життя, хімія, фізика або науки про Землю. Nature index був розроблений видавництвом Nature Research.

## Методологія
При створенні рейтингу враховуються тільки дослідницькі статті з журналів. Основний показник — це число статей (англ. Articles Count). Наприклад, якщо в статті є один або кілька співавторів з України, то Україні присвоюється AC = 1. Відповідно по одиниці присвоюється науковій організації, яку вказав автор. Використовується також дробовий показник (англ. Fractional Count), який показує внесок наукової установи або країни в створення статті. За замовчуванням вважається, що автори внесли рівний вклад до статті, тому FC всієї статті дорівнює 1. Якщо у статті 5 авторів, то кожен отримує по FC = 0,2. Відповідно, чим більше авторів у статті, тим менше внесок кожного. Третій показник — зважений дробовий показник (англ. Weighted Fractional Count) — став необхідний, коли в базі статей виявився ухил в астрономію. Nature Index містить в п'ять разів більше статей з астрономії та астрофізики, ніж по всім іншим дисциплінам. WFC рахується множенням FC на 0,2.

## Рейтинг установ
Топ 25 установ із найбільшою часткою статей, опублікованих у наукових журналах, згідно з Nature Index 2021, який діє на календарний 2020 рік:
| Місце | Установа                               | Країна          | Частка  |
| ----- | -------------------------------------- | --------------- | ------- |
| 1     | Китайська академія наук                | КНР             | 1,887 % |
| 2     | Гарвардський університет               | США             | 0,927 % |
| 3     | Товариство імені Макса Планка          | Німеччина       | 0,795 % |
| 4     | Національний центр наукових досліджень | Франція         | 0,712 % |
| 5     | Стенфордський університет              | США             | 0,638 % |
| 6     | Товариство імені Гельмгольца           | Німеччина       | 0,580 % |
| 7     | Массачусетський технологічний інститут | США             | 0,526 % |
| 8     | Токійський університет                 | Японія          | 0,462 % |
| 9     | Оксфордський університет               | Велика Британія | 0,459 % |
| 10    | Кембриджський університет              | Велика Британія | 0,456 % |
| 11    | Науково-технічний університет Китая    | КНР             | 0,448 % |
| 12    | Пекінський університет                 | КНР             | 0,446 % |
| 13    | Університет Китайської Академії наук   | КНР             | 0,425 % |
| 14    | Нанкінський університет                | КНР             | 0,418 % |
| 15    | Національний інститут охорони здоров'я | США             | 0,401 % |
| 16    | Університет Мічигану                   | США             | 0,398 % |
| 17    | Університет Каліфорнії, Берклі         | США             | 0,395 % |
| 18    | Університет Цінхуа                     | КНР             | 0,394 % |
| 19    | Федеральна вища технічна школа Цюриха  | Швейцарія       | 0,378 % |
| 20    | Єльський університет                   | США             | 0,356 % |
| 21    | Торонтський університет                | Канада          | 0,343 % |
| 22    | Чжецзянський університет               | КНР             | 0,342 % |
| 23    | Університет Каліфорнії, Сан-Дієго      | США             | 0,339 % |
| 24    | Університет Каліфорнії, Лос-Анджелесі  | США             | 0,338 % |
| 25    | Колумбійський університет              | США             | 0,331 % |

## Рейтинг країн
Топ 50 країн із найбільшою часткою статей, опублікованих у наукових журналах, згідно з Nature Index 2021, який діє на календарний 2020 рік:
| Місце | Країна          | Частка   | Місце | Країна            | Частка  |
| ----- | --------------- | -------- | ----- | ----------------- | ------- |
| 1     | США             | 20,677 % | 26    | Норвегія          | 0,215 % |
| 2     | КНР             | 14,256 % | 27    | Фінляндія         | 0,212 % |
| 3     | Німеччина       | 4,750 %  | 28    | Португалія        | 0,151 % |
| 4     | Велика Британія | 3,874 %  | 29    | Саудівська Аравія | 0,138 % |
| 5     | Японія          | 3,279 %  | 30    | Ірландія          | 0,136 % |
| 6     | Франція         | 2,224 %  | 31    | Чилі              | 0,133 % |
| 7     | Канада          | 1,626 %  | 32    | Нова Зеландія     | 0,131 % |
| 8     | Південна Корея  | 1,520 %  | 33    | Аргентина         | 0,114 % |
| 9     | Швейцарія       | 1,442 %  | 34    | Мексика           | 0,107 % |
| 10    | Австралія       | 1,310 %  | 35    | Угорщина          | 0,107 % |
| 11    | Іспанія         | 1,239 %  | 36    | Іран              | 0,105 % |
| 12    | Італія          | 1,134 %  | 37    | Греція            | 0,090 % |
| 13    | Індія           | 1,039 %  | 38    | ПАР               | 0,084 % |
| 14    | Нідерланди      | 0,972 %  | 39    | Туреччина         | 0,072 % |
| 15    | Швеція          | 0,699 %  | 40    | Таїланд           | 0,051 % |
| 16    | Ізраїль         | 0,642 %  | 41    | Словенія          | 0,050 % |
| 17    | Сінгапур        | 0,635 %  | 42    | Хорватія          | 0,031 % |
| 18    | Росія           | 0,534 %  | 43    | Ісландія          | 0,029 % |
| 19    | Бельгія         | 0,433 %  | 44    | ОАЕ               | 0,028 % |
| 20    | Тайвань         | 0,421 %  | 45    | В'єтнам           | 0,026 % |
| 21    | Данія           | 0,409 %  | 46    | Естонія           | 0,024 % |
| 22    | Австрія         | 0,377 %  | 47    | Україна           | 0,023 % |
| 23    | Бразилія        | 0,308 %  | 48    | Колумбія          | 0,021 % |
| 24    | Польща          | 0,271 %  | 49    | Румунія           | 0,021 % |
| 25    | Чехія           | 0,222 %  | 50    | Люксембург        | 0,021 % |

## Рейтинг установ України
Топ 10 наукових установ України із найбільшою часткою статей, опублікованих у наукових журналах, згідно з Nature Index 2021, який діє на календарний 2020 рік:
| Місце | Установа                                                                      | Кількість | Частка   |
| ----- | ----------------------------------------------------------------------------- | --------- | -------- |
| 1     | Національна академія наук України                                             | 147       | 0,0089 % |
| 2     | Київський національний університет імені Тараса Шевченка                      | 25        | 0,0036 % |
| 3     | Enamine Ltd.                                                                  | 3         | 0,0011 % |
| 4     | Харківський національний університет імені В. Н. Каразіна                     | 8         | 0,0007 % |
| 5     | Міністерство освіти і науки України                                           | 3         | 0,0006 % |
| 6     | Дніпровський національний університет імені Олеся Гончара                     | 1         | 0,0005 % |
| 7     | Харківський фізико-технічний інститут                                         | 81        | 0,0004 % |
| 8     | Тернопільський національний педагогічний університет імені Володимира Гнатюка | 1         | 0,0004 % |
| 9     | Львівський національний університет імені Івана Франка                        | 2         | 0,0003 % |
| 10    | Національна академія медичних наук України                                    | 3         | 0,0003 % |